# Bufotes latastii
Bufotes latastii es una especie de anfibio anuro de la familia Bufonidae.

## Distribución geográfica
Esta especie habita entre los 2600 y 3000 m de altitud:
- en Jammu y Cachemira y en el oeste de Himachal Pradesh en India.
- en Gilgit-Baltistán, Pakistán.[4]

## Descripción
Bufotes latastii mide de 50 a 62 mm.

## Etimología
Esta especie lleva el nombre en honor del zoólogo francés Fernand Lataste (1847-1934).

## Publicación original
- Boulenger, 1882 : Catalogue of the Batrachia Salientia s. Ecaudata in the collection of the British Museum, ed. 2, p. 1-503[5]